# Pahamunaya occidentalis
Pahamunaya occidentalis är en nattsländeart som beskrevs av Kjaerandsen och Netland 1997. Pahamunaya occidentalis ingår i släktet Pahamunaya och familjen fångstnätnattsländor. Inga underarter finns listade i Catalogue of Life.